# Stick (televíziós sorozat)
A Stick 2025-ben bemutatott amerikai televíziós sport vígjátéksorozat az Apple TV+ gyártásában. A főszerepben Owen Wilson. 2025. június 4-én mutatták be az Egyesült Államokban.

## Történet
Pryce Cahill professzionális golfjátékos, akinek élete a kisfia elvesztése után szétcsúszott. Volt felesége, Amber-Linn, nem tudja rávenni, hogy költözzön ki régi házukból, hogy eladhassák. Régi barátjával és ütőhordójával, Mittsszel egy kis mellékes pénzt zsebelnek be átverős játékaikkal. Pryce emellett egy golfklubnál értékesítő és oktató, míg egy nap egy tehetségre bukkan. A fiatal Santi felhagyott a golffal, amikor édesapja elhagyta az anyját, és eleinte nem kér Pryce segítségéből. Pryce azonban hajthatatlanul hiszi, hogy Santiból bajnokot tud csinálni, és ráveszi az anyját, Elenát és barátját, Mittset, hogy tartsanak velük az amatőrbajnokság selejtezőjére. A turnéjuk ahogy az lenni szokott, mégsem zajlik zökkenőmentesen. Pryce-nak szembesülnie kell azzal, hogy Santi edzője az apja volt, aki nem tolerálta a hibákat, ezért nem tud rá hatni, amikor a fiú elveszti a kontrollt. Az út során felbukkan Pryce egy régi riválisa is, valamint előbb vagy utóbb szembe kell néznie saját múltjával.

## Szereplők

### Főszereplők
- Owen Wilson mint Pryce Cahill, egykori hivatásos golfozó, aki egy golfklubnál értékesítő, majd Santi edzője
- Peter Dager mint Santiago "Santi" Wheeler, egy tehetséges golfozó, aki leállt a golffal, amikor az apja elhagyta az anyját
- Lilli Kay mint Zero, a Sparling Meadows bárpultosa, majd Santi ütőhordója
- Mariana Treviño mint Elena Wheeler, Santi édesanyja
- Marc Maron mint Mitts, Pryce cinikus, védelmező barátja és régi ütőhordója

### Mellékszereplők
- Judy Greer mint Amber-Linn, Pryce volt felesége, ingatlan-értékesítő
- Timothy Olyphant mint Clark Ross, Pryce korábbi riválisa, majd üzletember

### Vendégszereplők
- Aaron Douglas mint Dale, vásárló Pryce golfklubjánál
- Donavon Stinson mint Ben Putman, Amber-Linn új párja
- Rob Benedict mint Chuck Gray, a participant in a golf tournament Pryce challenges
- Ryan Kiera Armstrong mint Angela
- Louie Chaplin Moss mint Jett Cahill (7 éves), Pryce elhunyt, rákos kisfia
  - Caden Dragomer mint Jett Cahill (13 éves)
  - Aidan Merwarth mint Jett Cahill (18 éves)
- Mackenzie Astin mint Gary Wheeler, Santi apja és Elena volt férje
- Jim Nantz mint önmaga, a ReadySafe Invitational kommentátora
- Trevor Immelman mint önmaga, a ReadySafe Invitational kommentátora
- Keegan Bradley mint önmaga, hivatásos golfozó a ReadySafe Invitational versenyen
- Wyndham Clark mint önmaga, hivatásos golfozó a ReadySafe Invitational versenyen
- Max Homa mint önmaga, hivatásos golfozó a ReadySafe Invitational versenyen
- Brad Dalke mint önmaga, hivatásos golfozó a ReadySafe Invitational versenyen

## Epizódok
| #   | Cím                     | Rendező                          | Író                                  | Premier          |
| --- | ----------------------- | -------------------------------- | ------------------------------------ | ---------------- |
| 1.  | Pilot                   | Valerie Faris és Jonathan Dayton | Jason Keller                         | 2025. június 4.  |
| 2.  | Growwseiner's Law       | Valerie Faris és Jonathan Dayton | Jason Keller                         | 2025. június 4.  |
| 3.  | Daddy Issues            | David Dobkin                     | Jason Keller és Christopher Moynihan | 2025. június 4.  |
| 4.  | Zero Sum Game           | David Dobkin                     | Esti Giordani                        | 2025. június 4.  |
| 5.  | The Birdie Machine      | Jaffar Mahmood                   | Bill Callahan                        | 2025. június 18. |
| 6.  | RV Shangri-La           | Jaffar Mahmood                   | Kate Fodor                           | 2025. június 25. |
| 7.  | Dreams Never Remembered | M. J. Delaney                    | Jason Keller és Bryan Johnson        | 2025. július 2.  |
| 8.  | Clark the Mark          | M. J. Delaney                    | Jimy Shah                            | 2025. július 9.  |
| 9.  | Showtime                | John Hamburg                     | Christopher Moynihan                 | 2025. július 16. |
| 10. | Déjà Vu All Over Again  | John Hamburg                     | Ryan Hooper                          | 2025. július 23. |

## Fogadtatása
A Rotten Tomatoeson 82%-os minősítést ért el 55 értékelés alapján, a konszenzus szerint: „Az Owen Wilson lakonikus bája által vitt Stick egy sportvígjáték, amely kiszámíthatóan dob, de a célját, a szelíd szórakoztatást dicséretesen alulmúlva éri el.” Tim Glanfield a Timestól azt írta: „A Ted Lassóhoz hasonlóan a Stick egy olyan történet, amely nem fél hibás karaktereit érzelmekkel teli, komikus repülésre vinni a fairway-en és a durva pályaszakaszon át, a fák között és a homokcsapdákba sodorni őket, mielőtt mindegyiküknek esélyt adna a boldogságra egy jól irányzott gurítással.” Keith Watson a Daily Telegraphtól azt írta: „Az egész tökéletesen nézhető, de mintha egy valódi golfversenyt követne a tévében, ha a második forduló alatt elalszik, és csak a záró lyukakra ébred fel, nem marad le túl sok mindenről.” Lili Loofbourow a Washington Posttól azt írta: „Egy olyan sorozathoz képest, amely sokat beszél arról, hogy mikor kell nagyot lendíteni - és mikor nem - a Stick kiábrándítóan félénk.”
A Metacritic 62 pontot adott a 100-ból 26 vélemény alapján. Nina Metz a Chicago Tribune-től azt írta: „Wilson különleges tehetsége abban rejlik, hogy az előadás soha nem válik olyan fakóvá, ami üresnek tűnhet. Mindezt a technikát Pryce Cahillbe öntötte, rendkívül élvezetes eredménnyel.” John Nugent az Empire-től azt írta: „Ez a golfos vígjáték éppen csak a színvonalon van - de lehetett volna nagyobb lendületet venni, és túllépni a szokásos sportos sztereotípiákon. Owen Wilson mégis ragyog.” Chase Hutchinson a TheWraptől azt írta: „Lehetne itt egy élvezetes 90 perces vígjáték is elrejtve, de egy teljes tévés évad fájdalmasan túlfeszíti a szokásos sportos underdog történetet, amíg az ember csak azt kívánja, bárcsak befejezné és hazamenne.”

## Fordítás
- Ez a szócikk részben vagy egészben  a   Stick című angol Wikipédia-szócikk ezen változatának fordításán alapul.  Az eredeti cikk szerkesztőit annak laptörténete sorolja fel. Ez a jelzés csupán a megfogalmazás eredetét és a szerzői jogokat jelzi, nem szolgál a cikkben szereplő információk forrásmegjelöléseként.